# Louis Armstrong New Orleans International Airport
Louis Armstrong New Orleans International Airport är en flygplats i Kenner, Louisiana i USA med IATA-koden MSY och ICAO-koden KMSY.
Området där den nuvarande flygplatsen är belägen användes som flygbas för USA under andra världskriget. 1946 öppnade flygplatsen för civil trafik under namnet Moisant Field. 
1960 bytte Moisant Field namn till New Orleans International Airport, och 2001 bytte flygplatsen namn ännu en gång, denna gång till Louis Armstrong New Orleans International Airport.
Flygplatsen har två landningsbanor.